# Le Diabolique Docteur Z
Pour plus de détails, voir Fiche technique et Distribution.
Le Diabolique Docteur Z (Miss Muerte) est un film fantastique franco-espagnol coécrit et réalisé par Jesús Franco, sorti en 1966.

## Synopsis
Vieil homme invalide prisonnier dans un fauteuil roulant, le docteur Zimmer a consacré toute sa vie à la science. Éminent spécialiste en neurologie, il a étudié durant de longues années les centres nerveux moteurs, reprenant les recherches de son prédécesseur : le docteur Orloff. Selon ce dernier, l'origine du Bien et du Mal est purement physiologique, une théorie que Zimmer a mis en pratique, en découvrant la localisation de ces centres nerveux, et de ce fait il est parvenu à contrôler les cellules conditionnant le Bien ou le Mal chez un individu. Ses expériences, critiquées par ses confrères, en laboratoire sur des animaux se sont avérées concluantes, parvenant à transformer un être vivant ; un sujet docile en sujet agressif ou l'inverse. Mais Zimmer, soutenu par sa fille Irma et son assistante dévouée Barbara, souhaite poursuivre et valider ses théories sur un cerveau humain...
Un tueur sadique en cavale, Hans Bergen, parvient à se réfugier dans la villa de Zimmer. Le fugitif est un cobaye tout trouvé pour le docteur qui lui enfonce une aiguille dans le cerveau pour atteindre la zone où siègent les notions du Bien et du Mal afin de changer son comportement. Après ce traitement de choc, Bergen s'est transformé en une sorte de robot assagi et influençable obéissant au doigt et à l’œil du savant. Grâce à lui, Bergen n'est plus un sadique et il a retrouvé un intérêt pour le Bien. Lors d'un important congrès de neurologie où il expose ses résultats devant une assemblée constituée de plusieurs scientifiques, il est traité de fou et moqué par ces derniers, tous outragés par ces théories et expériences. Humilié et choqué par leurs réactions, alors qu'il leur a demandé l'autorisation de poursuivre ses tests, Zimmer décède d'une crise cardiaque.
En colère, sa fille Irma décide de poursuivre l’œuvre de son père mais aussi de supprimer les savants qui se sont opposés à lui et qui ont provoqué sa mort. Son instrument de vengeance s'appelle Nadia alias Miss Muerte, une artiste de cabaret dont Irma prend le contrôle afin de la transformer en mante religieuse chargée de les attirer puis de les assassiner avec ses longs ongles acérés et empoisonnés...

## Fiche technique
- Titre original : Miss Muerte
- Titre français : Le Diabolique Docteur Z
- Titre français alternatif : Dans les griffes du maniaque
- Réalisation : Jesús Franco
- Scénario : Jean-Claude Carrière et Jesús Franco
- Décors : Antonio Cortés
- Musique : Daniel White (crédité comme Daniel J. White)
- Photographie : Alejandro Ulloa
- Montage : Jean Feyte
- Production : Michel Safra et Serge Silberman
- Sociétés de production : Hesperia, Speva et Ciné Alliance
- Société de distribution : Gaumont (France)
- Pays de production :  France,  Espagne
- Langue originale : espagnol
- Format : Noir et blanc - 1,66:1 - Mono - 35 mm
- Genre : Horreur, science-fiction
- Durée : 86 minutes
- Dates de sortie : 
  - Espagne : 15 août 1966
  - États-Unis : 15 février 1967
  - France : 13 septembre 1967

## Distribution
- Estella Blain : Nadja / Miss Muerte
- Mabel Karr : Irma Zimmer
- Howard Vernon (VF : Lui-même) : le docteur Vicas
- Fernando Montes : le docteur Phillippe Brighthouse
- Guy Mairesse : Hans Bergen
- Antonio Jiménez Escribano (VF : Fernand Fabre) : le docteur Zimmer
- Marcelo Arroita Jáuregui : le docteur Moroni
- Cris Huerta (VF : Michel Gatineau) : le docteur Kallman
- Lucia Prado : Barbara, l'assistante du docteur Zimmer
- Daniel White : l'inspecteur Green
- Jesús Franco (VF : Fred Pasquali) : le notaire
- Vicente Roca : policier
- Ana Castor : Juliana

## Autour du film
- Le film fut également exploité en France sous le titre Dans les griffes du maniaque.
- À noter, une petite apparition de Jesús Franco et du compositeur Daniel White en inspecteurs de police[1].